# Yarden Shua
Yarden Shua (in ebraico ירדן שועה‎?; Tel Aviv, 16 giugno 1999) è un calciatore israeliano, attaccante del Beitar Gerusalemme.

## Caratteristiche tecniche
Attaccante che ricopre varie posizioni tra cui seconda punta e ala sinistra, viene tuttavia impiegato principalmente nel ruolo di punta centrale. In chiave offensiva si avvale delle proprie abilità in fase di non possesso, ma è anche un bravo assist-man, è dotato di un buon dribbling inoltre sa calciare con potenza, si accentra tirando principalmente con il destro quando la palla è nella sua disponibilità, oltre a tagliare bene in area di rigore avversaria. Shua vanta una buona tecnica individuale, ed è affidabile nel calciare dal dischetto.

## Carriera

### Club

#### Bnei Yehuda e Maccabi Haifa
La carriera da professionista di Shua inizia nella prima divisione israeliana, con il club del Bnei Yehuda, il suo primo gol lo segna il 16 maggio 2018 contro il Maccabi Netanya in una schiacciante vittoria per 5-0. Nell'edizione 2018-2019 del campionato realizza nove reti, segna una doppietta nelle vittorie contro Hapoel Ra'anana (3-0), Beitar Gerusalemme (5-1) e Kiryat Shmona (2-0), l'ultimo gol lo segna nel pareggio per 1-1 contro il Maccabi Petah Tiqwa.
Nel 2019 passa al club del Maccabi Haifa, la sua prima rete la realizza sconfiggendo per 2-1 il Maccabi Netanya. Il 1º agosto dello stesso anni Shua segna un gol contro il club francese dello Strasburgo vincendo per 2-1. L'ultima rete di Shua per il Maccabi Haifa la segna nella vittoria per 4-0 contro il Sektzia Ness Ziona.

#### Beitar Gerusalemme
Vestendo la maglia del Beitar Gerusalemme, Shua segna la sua prima rete perdendo per 2-1 contro l'Hapoel Be'er Sheva, invece il 21 febbraio 2021 realizza una doppietta che consegna la vittoria su 2-0 contro l'Hapoel Akko. Vince la Coppa di Israele, segna una rete negli ottavi di finale contro l'Ironi Tiberias, la partita si conclude per 1-1 e ai calci di rigore la squadra si impone per 7-6, Shua segna il primo gol per il Beitar Gerusalemme dal dischetto, invece nella semifinale contribuisce con due assist vincenti al successo per 3-1 contro il Maccabi Tel Aviv, nella finale con un rigore segna la rete del definitivo 3-0 battendo il Maccabi Netanya.
Nell'edizione 2023-2024 del campionato segna dodici reti, realizza un gol contro il Hapoel Haifa e il Maccabi Bnei Reineh perdendo per 2-1 entrambe le partite, insacca una rete anche nel pareggio per 1-1 contro l'Ironi Ashdod, inoltre il suo gol decide la vittoria su 1-0 ai danni l'Hapoel Gerusalemme, riesce a segnare una rete battendo per 3-0 il Maccabi Natenya, un altro go lo mette a segno sconfiggendo per 2-0 l'Hapoel Petah Tiqwa, l'ultima rete la realizza nella vittoria per 5-1 contro l'Hapoel Tel Aviv.

### Nazionale
Il 17 novembre 2024 esordisce con la nazionale di Israele nella sfida vinta in Nations League contro il Belgio, realizzando il gol del decisivo 1-0.

## Palmarès

### Club

#### Competizioni nazionali
- Coppa d'Israele: 1

Beitar Gerusalemme: 2022-2023